# Asmea capella
Espèce
Asmea capella est une espèce d'araignées aranéomorphes de la famille des Stiphidiidae.

## Distribution
Cette espèce est endémique de la province ouest en Papouasie-Nouvelle-Guinée,. Elle se rencontre dans la grotte Plateau Limestone Cave.

## Description
La femelle holotype mesure 11,08 mm et le mâle paratype 7,96 mm.

## Étymologie
Son nom d'espèce lui a été donné en référence au lieu de sa découverte, le mont Capella.

## Publication originale
- Gray & Smith, 2008 : A new subfamily of spiders with grate-shaped tapeta from Australia and Papua New Guinea (Araneae: Stiphidiidae: Borralinae). Records of the Australian Museum, vol. 60, p. 13-44 (texte intégral).